# Palau de Jaipur

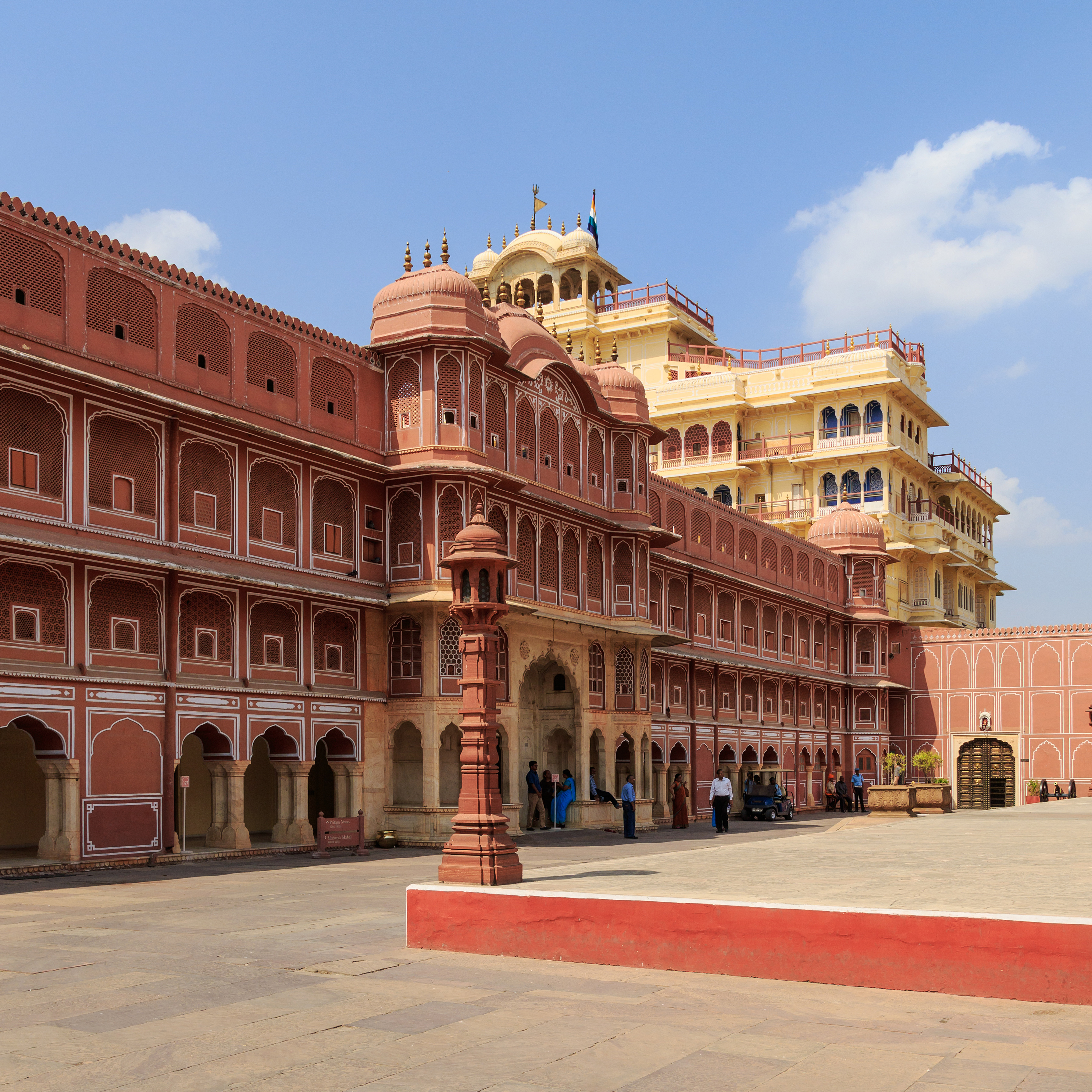
Palau de la ciutat de Jaipur

El Palau de Jaipur és un complex edificat que fou la seu i residència dels maharajas de Jaipur com a caps de la dinastia i clan Kachwaha. Modernament ha esdevingut un museu. Està situat en plena ciutat de Jaipur, al Rajasthan, Índia. Està format per impressionants patis, jardins i edificacions.
Fou construït entre 1729 i 1732 per Jai Singh II, i després ampliats per alguns dels seus successors. El Hawa Mahal o Palau dels Vents forma part del complex.
Els principals edificis són: 
- Mubarak Mahal, avui Museu del maharaja Man Singh II Museum.
- Diwan-i-Khas i Diwan-i-Aam
- Sihel Khana
- Chandra Niwas o Chandra Mahal
- Temple de Govind Dev Ji

## Galeria d'imatges

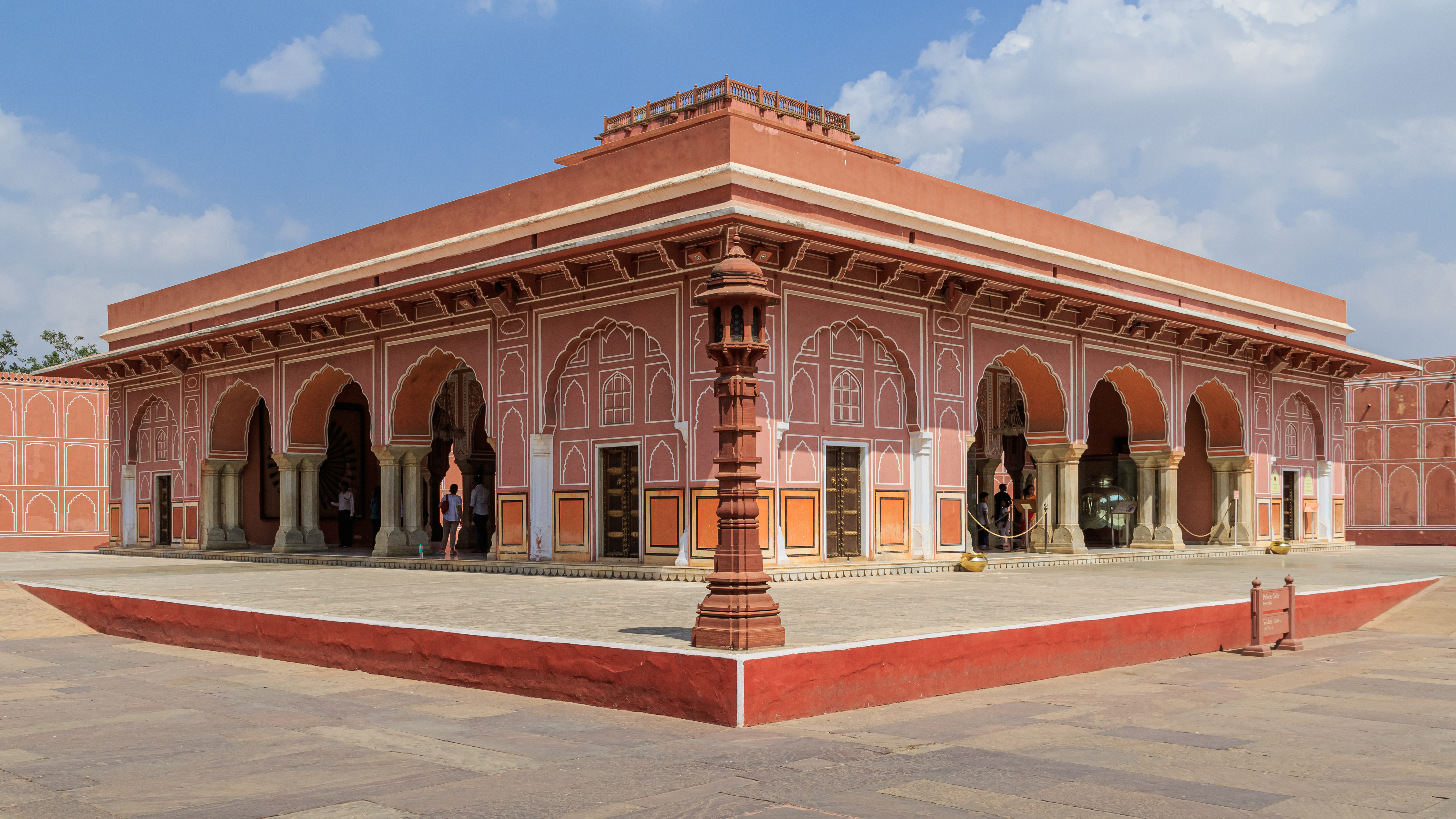
Diwan-i-Khas
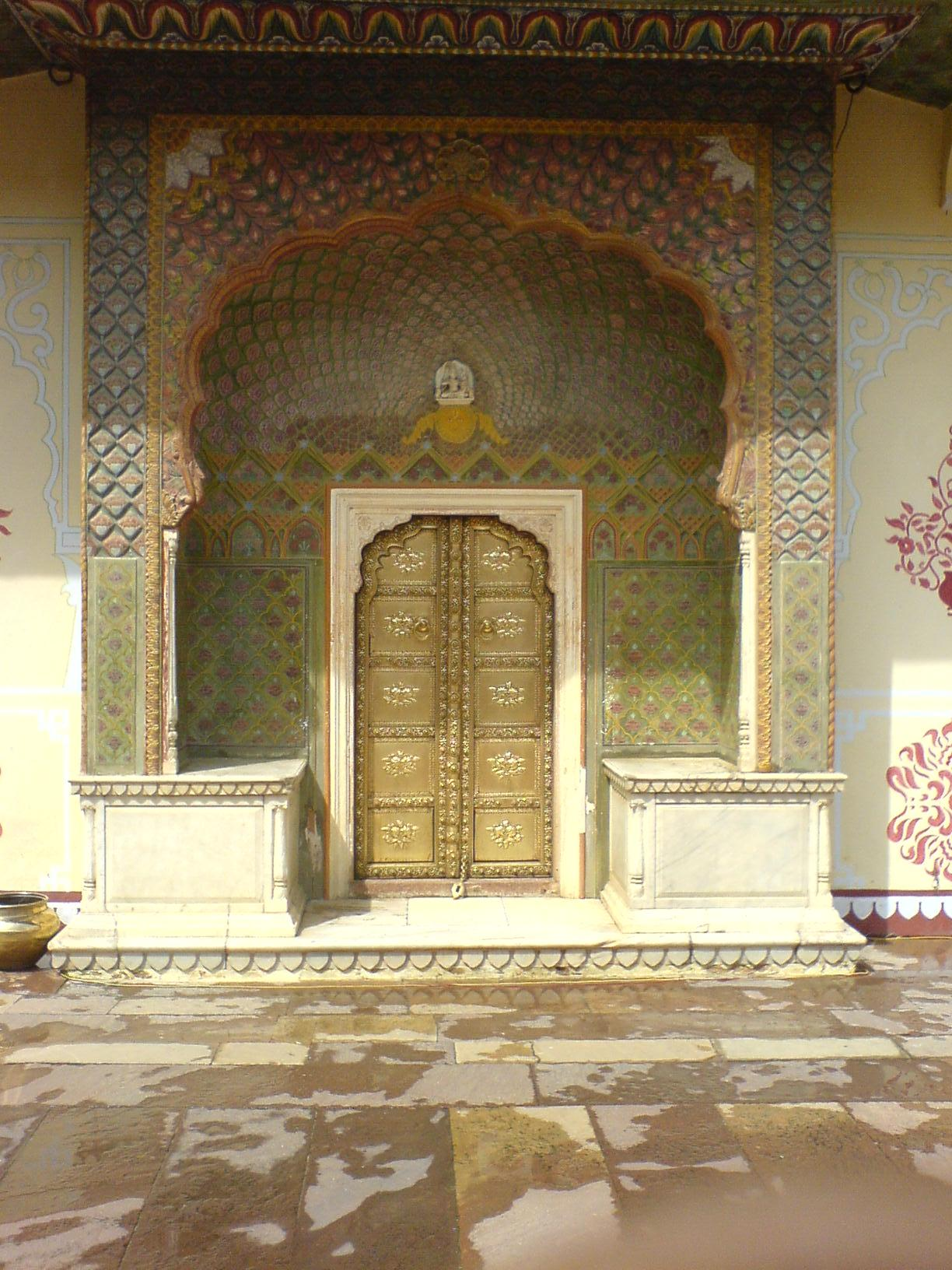
Porta de la Rosa (abans del Gall d'indi).
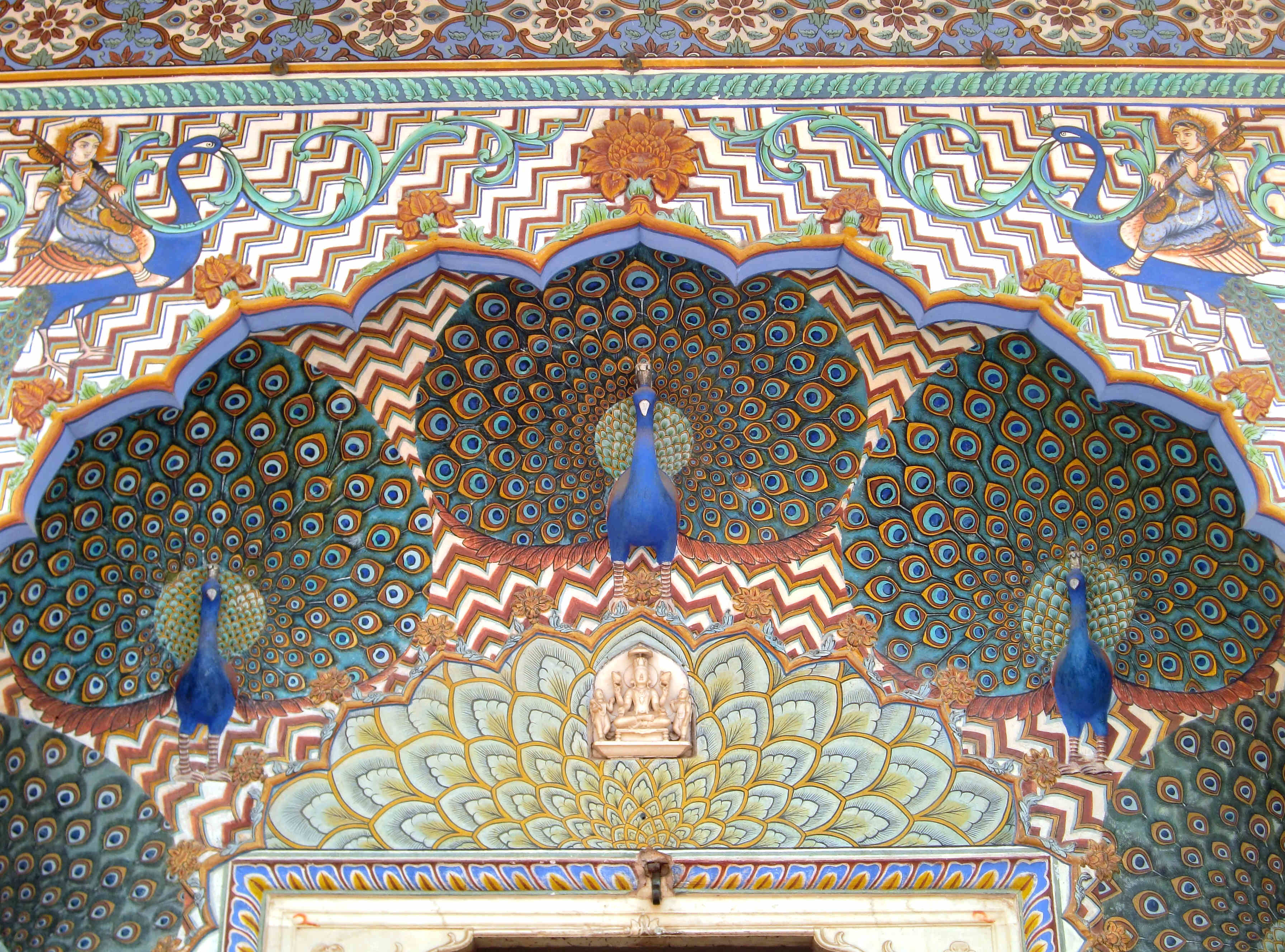
sostre de la porta de la Rosa (abans del Gall d'indi)
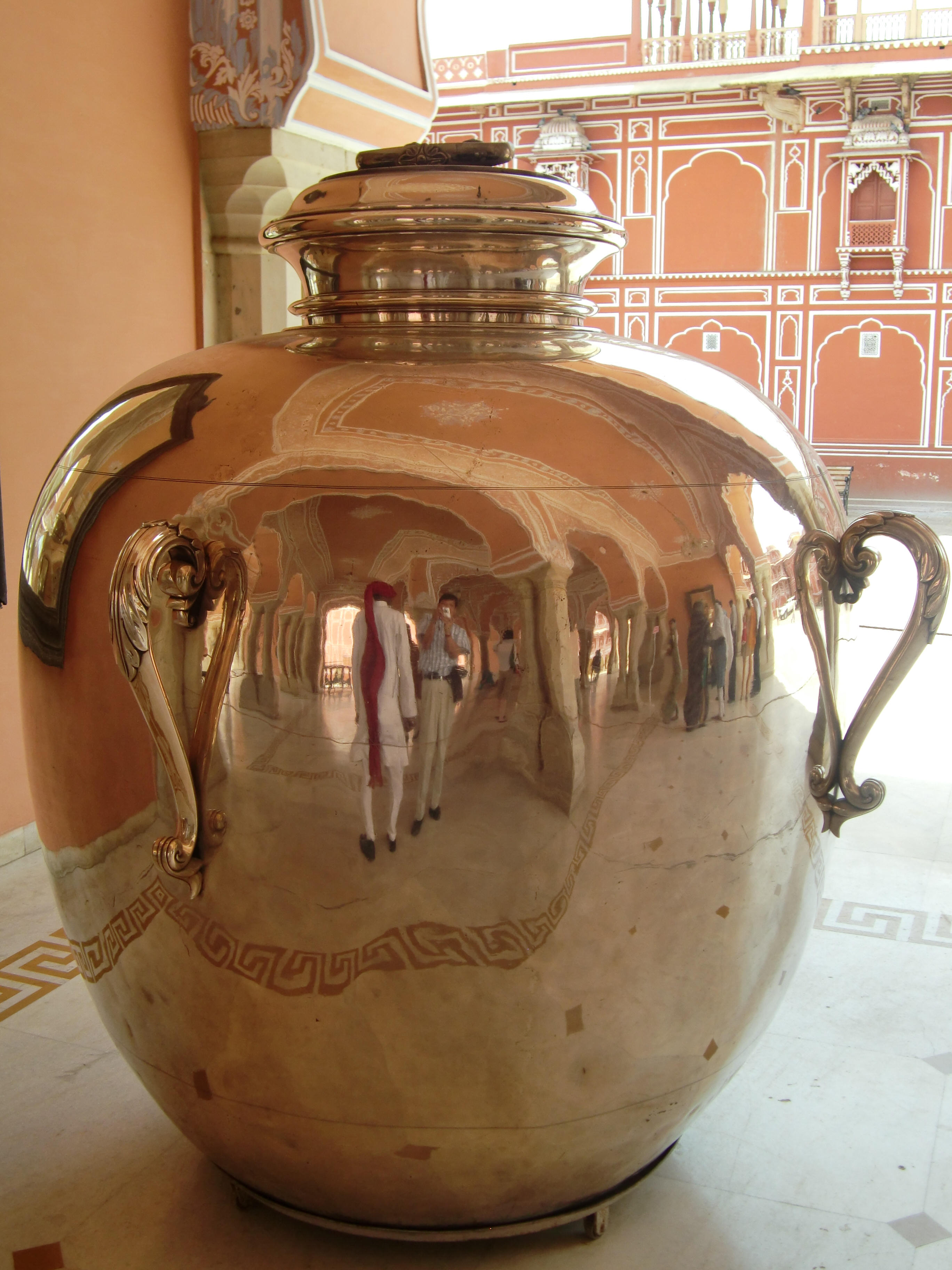
Pont de platat
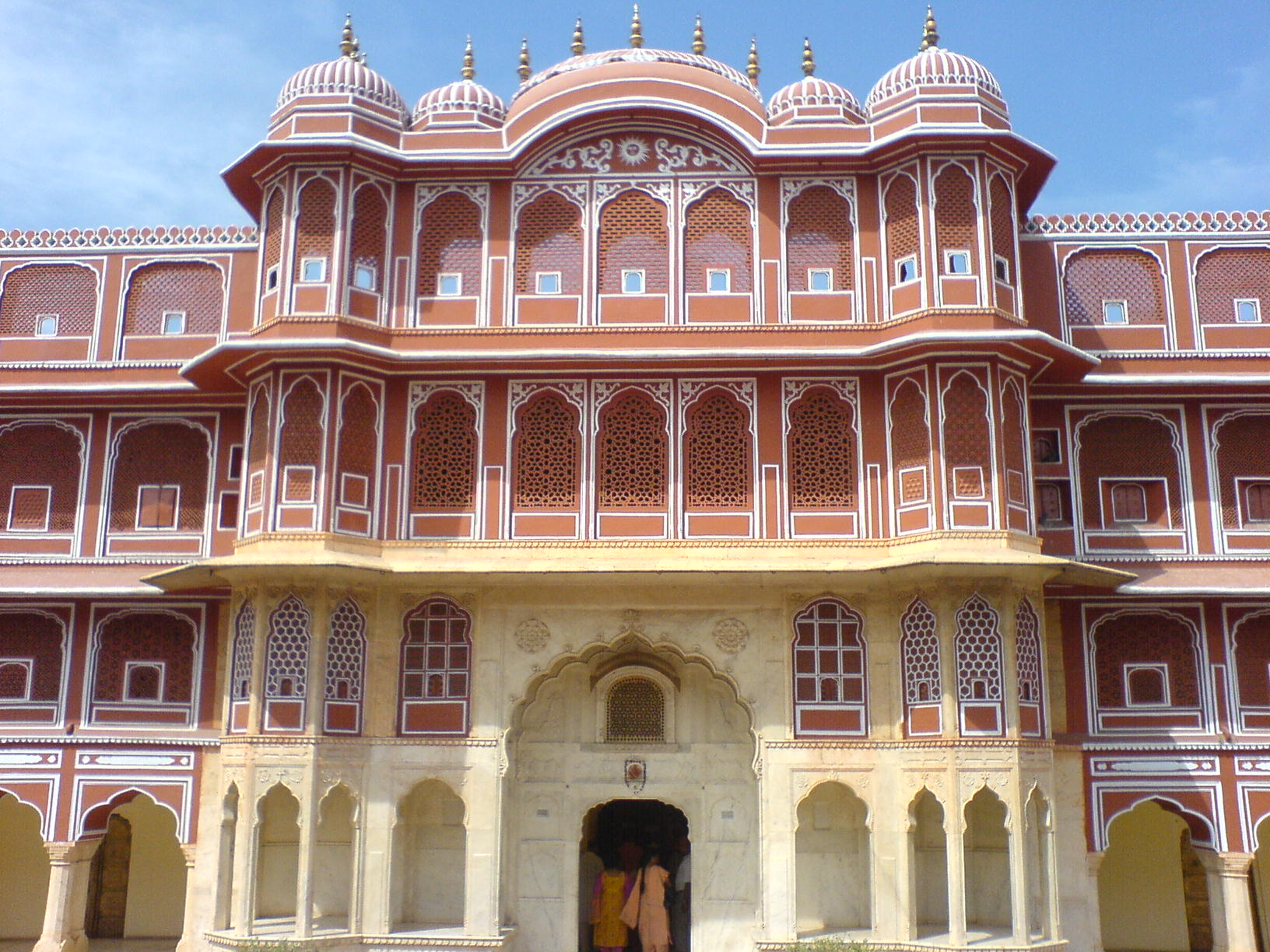
Façana
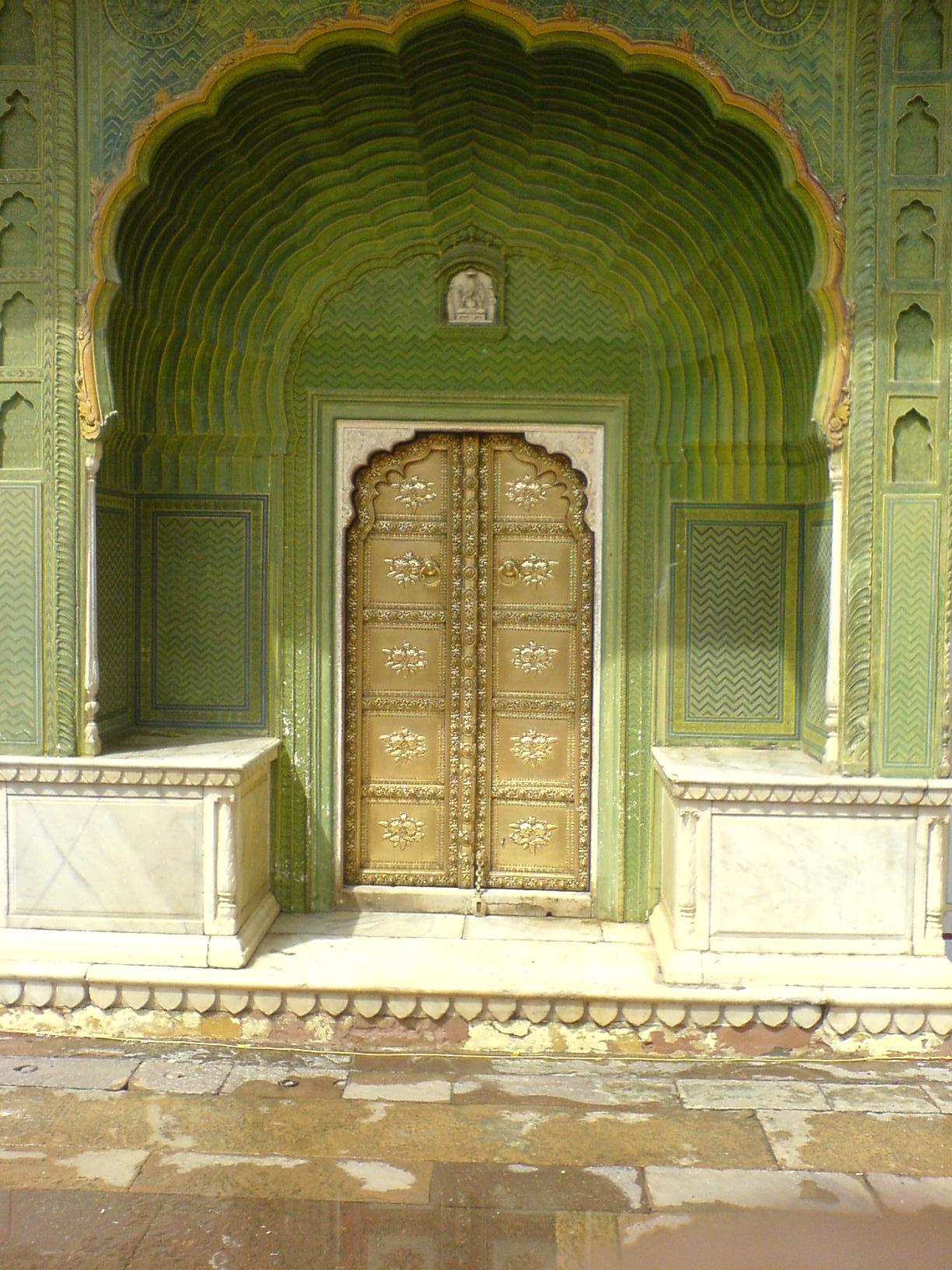
sostre al Pritam Chowk
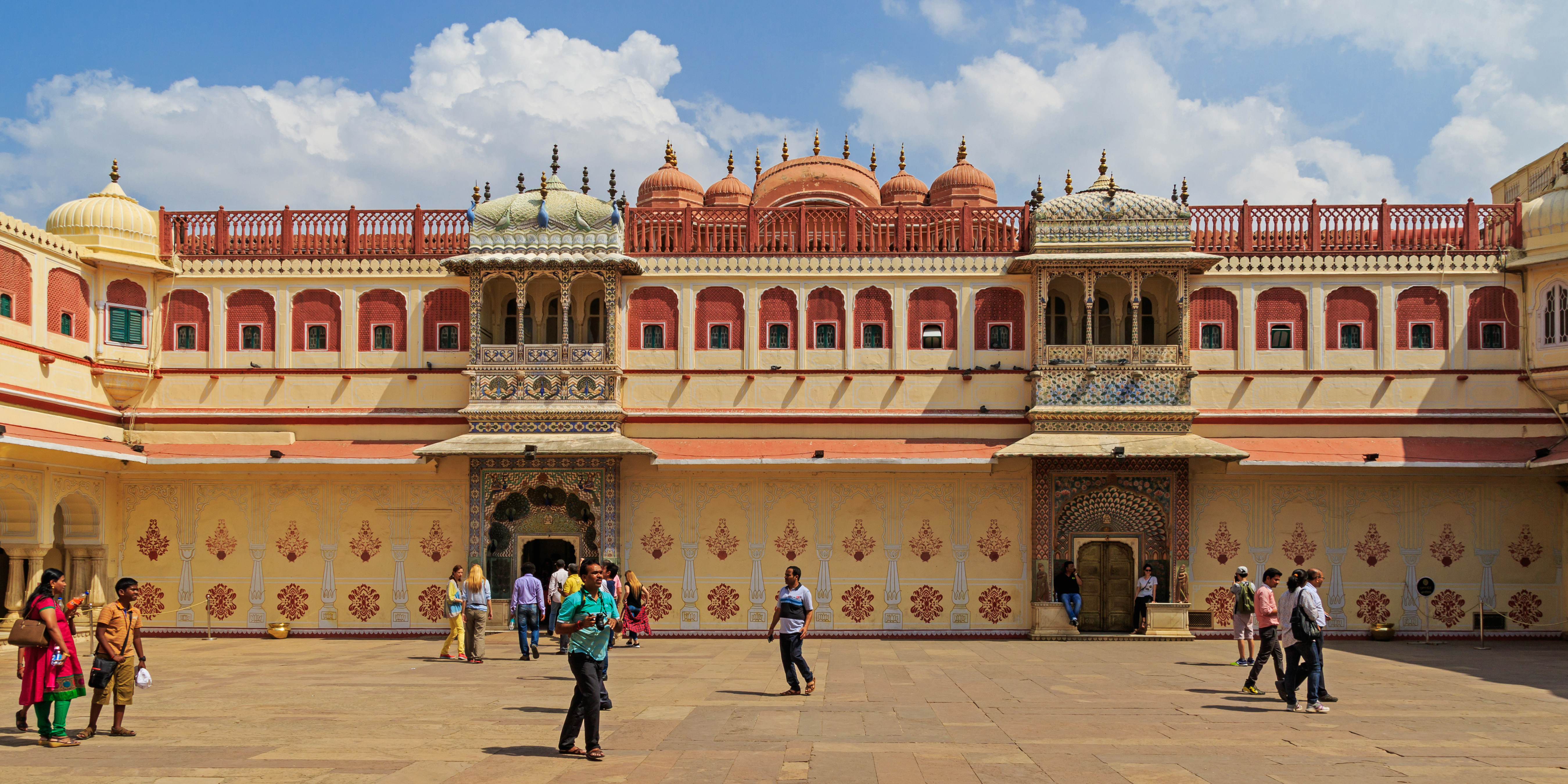
Pritam Chowk